# Presentación cruzada

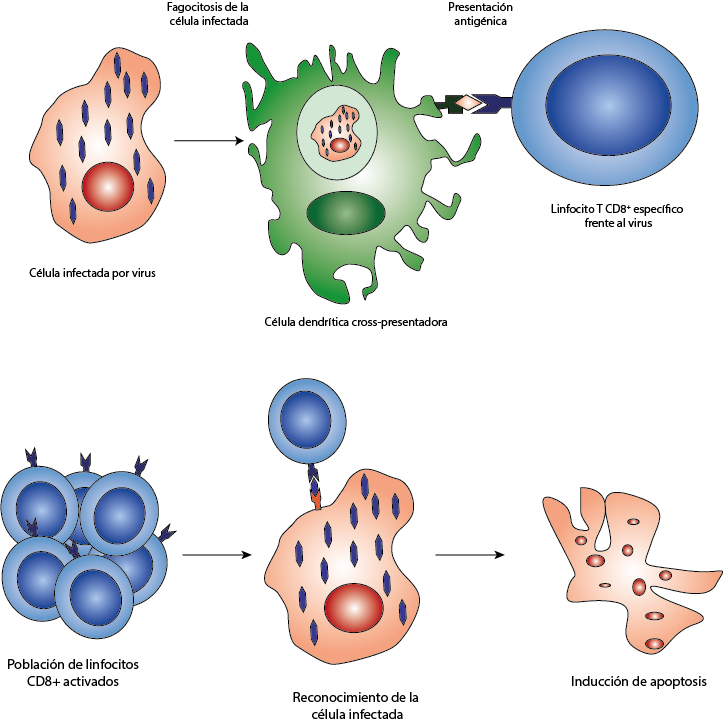
Presentación cruzada

La presentación cruzada o primado cruzado (denominada cross-priming en inglés) es un tipo específico de presentación antigénica por la cual algunos tipos de células presentadoras de antígeno (en su mayoría células dendríticas) pueden capturar mediante fagocitosis o macropinocitosis células infectadas por virus o células tumorales, procesarlas y presentar sus antígenos a linfocitos T CD8+ citotóxicos mediante el sistema CMH-I.

## Descubrimiento
Fue descrita por primera vez en 1976 por Michael J. Bevan mediante la inoculación en animales de células con aloantígenos, la cual producía la aparición de una respuesta citotóxica mediada por linfocitos T CD8+. Se denominó cruzado ya que se presentan antígenos procesados en vesículas por MHC I cuando lo normal es que éstos sean presentados por MHC II. 

## Función
Su principal acción es promover una respuesta antivírica eficaz contra virus intracelulares, aunque éstos no infecten a las células presentadoras. Además, es importante en la defensa inmunitaria contra muchos virus, bacterias y tumores que interfieren en la capacidad presentadora de antígeno como mecanismo de evasión inmune. Es, así mismo, clave en la autotolerancia gracias a que pueden presentarse autoantígenos, para inducir la eliminación de células T CD8+ autorreactivas.

## Mecanismo
La presentación cruzada ocurre en el timo y es parte de la respuesta adaptativa. Hay una primera respuesta por parte de las células NK, frente a infecciones virales para destruirlas. Si esto no es suficiente, hay una activación posterior de linfocitos T, teniendo lugar la presentación cruzada. 
Se realiza principalmente por las células dendríticas CD8α CD11c+, pero también pueden llevarlo a cabo otras células presentadoras como los macrófagos.
Los antígenos ingeridos siguen la vía endocítica y se transportan, desde las vesículas fagocíticas, donde se encuentran tras su ingestión, al citoplasma. Esta translocación ocurre de manera natural mediante la proteína Sec61 del translocón del sistema ERAD del retículo endoplasmático pero también puede darse si el patógeno rompe el fagosoma como mecanismo de defensa.

Diagrama simplificado de la degradación citoplasmática llevada a cabo por el proteasoma, transporte al retículo endoplasmático por el complejo TAP, carga del péptido en el CMH I, y transporte a la superficie para su presentación

Una vez el antígeno está en el citoplasma sigue la vía para clase I: los péptidos extraños se marcan con una ubiquitina lo que conlleva su procesamiento por el proteasoma en pequeños fragmentos. Estos se traslocan al retículo endoplasmático a través de la proteína TAP presente en su membrana, que es una proteína transportadora, o bomba péptido-ATP, que se encarga de captar un péptido para luego consumir ATP, provocar un cambio conformacional y liberar el péptido en el interior del retículo. Es capaz de transportar péptidos de hasta 35 aminoácidos. Tiene un dominio de unión a ATP, un dominio de cambio conformacional y un dominio Walker. Una vez está en el compartimento se ensamblan en moléculas de clase I del CMH recién sintetizadas.
Clase I es un heterodímero muy asimétrico, con una cadena α muy grande, con el sitio de unión al péptido de forma monocatenaria, y luego está la cadena β-2 microglobulina que se asocia lateralmente a esta cadena α, y la estabiliza. 
Además, intervienen varias chaperonas, como calnexina, ERp57, y tapasina que tienen como objetivo estabilizar a la cadena α y evitar que se degrade. Tienen la capacidad de unir a la cadena α al PLC (complejo de carga de péptido). 
Solo péptidos de una estructura concreta se insertan en cada clase I. Por ello, para permitir una amplia variabilidad, clase I es enormemente polimórfico, de forma que pueden cargarse unos péptidos u otros según la estructura. Así, pueden unirse según tengan baja o alta afinidad a clase I. De esta manera, si el péptido entra pero no encaja bien, sale dejando CMH-I, unido nuevamente a las chaperonas, o se manda a degradación. Sin embargo, si el péptido tiene alta afinidad, este péptido queda enganchado, marcándose ahora la proteína para transporte, y se envía a la membrana plasmática. 

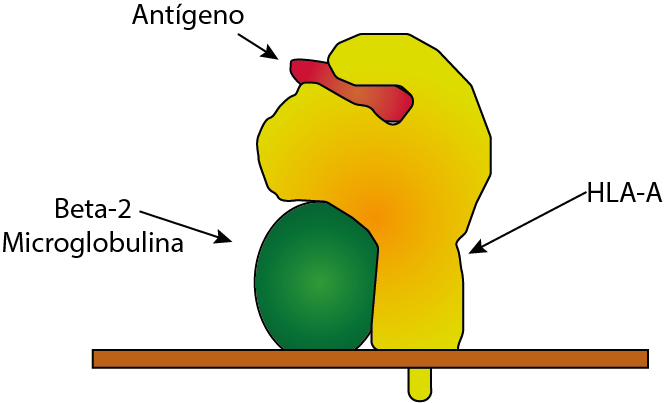
Estructura del MHC-I

Para una activación total de los linfocitos se necesita además de la presentación del CMH-I la expresión de B7 en la membrana de la célula dendrítica que interaccione con CD28 del linfocito. De forma alternativa también se puede estimular la activación mediante la interacción de CD40 con CD40L mediada por los linfocitos CD4+.